# Continenti mitici

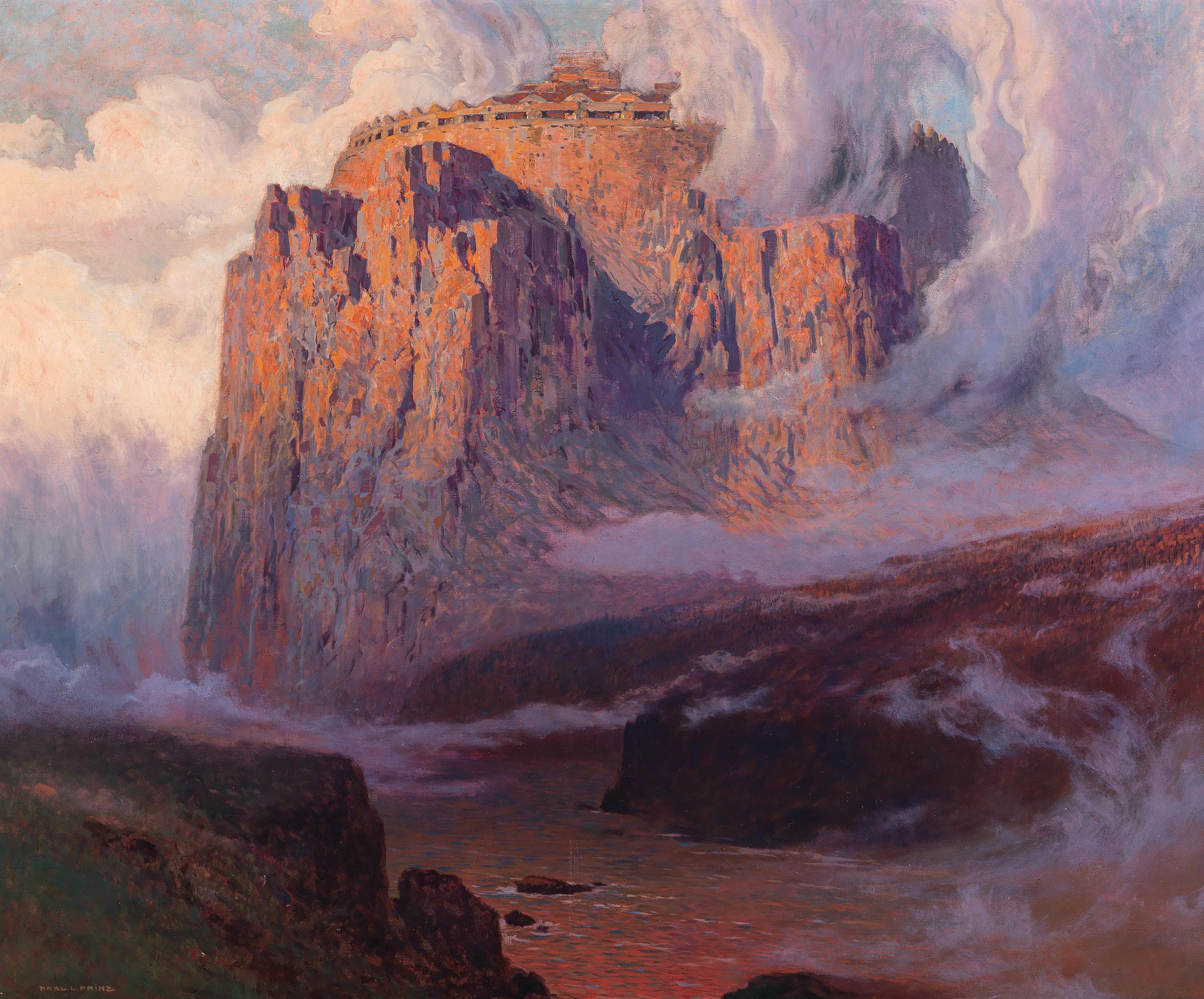
Il Walhalla nella terra di Asgard, in un dipinto di Karl Ludwig Prinz.

Il mito dei continenti perduti ricorre nei racconti e nelle leggende di vari popoli dell'umanità.
Talora descritti come il luogo di sviluppo di civiltà avanzate, oppure residenze di creature angeliche, mostruose, o umanoidi, spesso assimilate all'oltretomba, anche come mondi sotterranei, sono stati riportati in auge dagli scrittori dell'occulto e della new age.

## Letteratura mitologica e religiosa
Di seguito alcuni esempi di luoghi sacri, mitici e leggendari, vagheggiati nei racconti religiosi, cosmologici e filosofici della storia umana:
| Nome                         | Descrizione, storia |
| ---------------------------- | --- |
| Aaru                         | Residenza egizia dei defunti collocata a oriente. |
| Agartha                      | Città leggendaria al centro della Terra. |
| Álfheimr                     | La terra degli elfi nella mitologia scandinava. |
| Amentet                      | La terra dei morti secondo la Religione dell'antico Egitto, identificata con l'occidente, il luogo del tramonto del Sole, e personificata dalla dea Amonet, che ha il medesimo significato di «Ovest». |
| Annwn                        | L'oltretomba nella mitologia gallese |
| Arcadia                      | Una regione montuosa al centro del Peloponneso, vagheggiata dai poeti greci per l'idilliaca vita pastorale. |
| Asgard                       | Il mondo degli dei costruito da Odino secondo la norrena e la germanica. |
| Prati di asfodelo            | Nella mitologia greca, un luogo dell'oltretomba greco, dove le anime dei comuni mortali si recano dopo la morte. |
| Atlantide                    | La leggendaria isola sommersa secondo Platone. |
| Avalon                       | Isola leggendaria legata al mito di Re Artù. |
| Aztlán                       | La leggendaria patria originaria degli Aztechi secondo la loro mitologia. |
| Baltia                       | Isola leggendaria della mitologia romana situata in Nord Europa. |
| Barzakh                      | Il confine tra il mondo fisico e quello spirituale secondo l'escatologia islamica. |
| Bjarmaland                   | Un vasto regno nelle saghe nordiche a nord della Russia. |
| Isole Fortunate              | Nella mitologia greca, isole paradisiache riservate alle anime dei grandi eroi. |
| Brahmaloka                   | Dimora di Brahma secondo la religione Indù. |
| Brittia                      | Un'isola mitica al largo della costa dell'Austrasia, menzionata da Procopio nel 540. |
| Isola di Bujan               | Una sorta di oltremondo nell'oceano per gli antichi slavi pagani. |
| Camelot                      | La leggendaria sede di Re Artù nelle versioni successive del ciclo arturiano. |
| Campi Elisi                  | L'ultima dimora delle anime di persone eroiche e virtuose secondo la mitologia greca. |
| Sette città di Cibola        | Leggendarie città d'oro delle Americhe, la cui fama si diffuse tra i conquistadores spagnoli. |
| Città dei Cesari             | Una città mitica nella Patagonia, che si presume sia ubicata da qualche parte nel Cono Sud. |
| Ciudad Blanca                | "La Città Bianca", luogo leggendario in Honduras. |
| Paese di Cuccagna            | Nei racconti medievali è la terra dell'abbondanza. |
| Dinas Affaraon               | È la leggendaria dimora di un ramo dei druidi chiamati Pheryllt, che praticavano la metallurgia e l'alchimia, forse ubicata a Snowdonia. |
| Dvaraka                      | Un regno mitico a ovest dell'India da qualche parte nel Mar Arabico, che un tempo fu inghiottito dall'oceano, e da cui ha preso il nome la città portuale di oggi. |
| Eea                          | L'isola della maga Circe secondo l'Odissea. |
| Eldorado                     | La famosa e leggendaria Città d'Oro situata da qualche parte in Sud America. |
| Regno del Prete Gianni       | Un mitico impero cristiano, la cui leggenda si diffuse in età medievale presso le comunità asiatiche nestoriane. |
| Giardino delle Esperidi      | Il giardino sacro di Era nella mitologia greca, su cui cresceva un melo dai frutti d'oro custodito dal drago Ladone e dalle tre Esperidi. |
| Giardino dell'Eden           | Descritto nel Libro della Genesi, cioè nel primo Libro di Mosè, come il luogo di beatitudine in cui fu creata la prima coppia umana. |
| Gorias, Finea, Muria e Falia | Secondo la mitologia irlandese, i "Popolo della dea Danu" ricevettero quattro tesori magici da quattro città mitiche. Gorias si trovava a est, Finias a sud, Murias a ovest e Falias a nord. |
| Helluland                    | Uno dei tre territori descritti nelle saghe norrene di Erik il Rosso e dei Groenlandesi. Scoperta dal vichingo Leif Eriksson, Helluland significa «Terra delle pietre piatte». Potrebbe corrispondere all'attuale Isola di Baffin. |
| Hy-Brasil                    | Un'isola mitica a ovest dell'Irlanda. Appare per la prima volta su una mappa del 1325. |
| Hawaiki                      | Un'isola antica nelle credenze dei Polinesiani, in particolare dei Maori. |
| Hel                          | Il mondo sotterraneo nella mitologia norrena. |
| Iperborea                    | La zona settentrionale della Terra secondo la mitologia greca. |
| Irkalla                      | Il mondo sotterraneo da cui non c'è ritorno nella mitologia sumera. |
| Jotunheim                    | Terra di giganti nella mitologia norrena. |
| Köpelinvuori                 | Una montagna infestata dal fantasma di una donna nella mitologia finlandese. |
| Kunlun                       | La dimora degli immortali nella mitologia cinese. |
| Kushta                       | Una città il cui nome in aramaico significa «Verità», situata per i Mandei al confine dei mondi, dove la morte colpisce solo chi proferisce falsità. |
| Kvenland                     | Regione leggendaria situata sulla costa settentrionale del Mar Baltico, vicino alla Svezia, identificabile probabilmente con l'antica Finlandia o parte della Scandinavia. |
| Lemuria                      | Un continente sommerso negli oceani Indiano e Pacifico. Talvolta identificato con Mu. |
| Lestrigonia                  | La terra dei giganti cannibali, che Odisseo incontrò mentre ritornava dalla Guerra di Troia. |
| Lyonesse                     | Nella leggenda arturiana è un paese al confine con la Cornovaglia in Inghilterra. |
| Lúz                          | Luogo biblico, in cui all'angelo della morte era vietato entrare affinché i suoi abitanti potessero vivere per sempre. |
| Mag Mell                     | Un mitico reame sotterraneo nella mitologia irlandese, accessibile solo attraverso la morte o la gloria. Significa "pianura della gioia". |
| Magonia                      | Città di abitanti sulle nuvole nel folclore francese, ritenuti pirati dei cieli, menzionata dal vescovo Agobardo di Lione nell'815. |
| Markland                     | Un'area boscosa e pianeggiante scoperta dal vichingo Leif Eriksson durante i suoi leggendari viaggi in Occidente. Dal significato di «Terra delle Foreste», corrisponde probabilmente alla penisola del Labrador. |
| Meropis                      | Isola citata nella Filippica dello scrittore greco Teopompo, probabile parodia dell'Atlantide di Platone. |
| Mictlan                      | L'aldilà in alcune religioni messicane. |
| Mu                           | Un ipotetico continente scomparso agli albori della storia umana. |
| Muspelheim                   | Regno del fuoco nella mitologia norrena, dimora degli omonimi Giganti. |
| Niflheim                     | Regno del freddo e del ghiaccio nella mitologia norrena. |
| Niflhel                      | Il mondo più abissale e sotterraneo nella mitologia norrena, situato sotto le radici del frassino Yggdrasill. |
| Nisa                         | Una meravigliosa valle abitata dalle ninfe nei pressi del monte Nisa secondo la mitologia greca. |
| Nubicuculìa                  | La città perfetta che fluttua tra le nuvole nella commedia Gli uccelli di Aristofane. |
| Nurembega                    | Leggendario insediamento nella parte nord-orientale del Nord America, menzionato durante le prime colonizzazioni del Nuovo Mondo e descritto in alcune mappe dell'epoca. |
| Ofir                         | La città menzionata nell'Antico Testamento, forse un porto, da dove il re Salomone portava regolarmente oro e vari beni esotici. |
| Olimpo                       | La dimora dei dodici Dei principali nella mitologia greca. Sulla cima di questa montagna si trovava il loro palazzo di cristallo, circondato da nuvole, su cui regnava Zeus. |
| Paititi                      | Una leggendaria città Inca perduta, favolosamente ricca, situata ad est delle Ande. |
| Pancaia                      | Isola paradisiaca situata nell'Oceano Indiano, descritta nella Storia sacra del filosofo greco Evemero. |
| Lago Parime                  | Un enorme lago nella parte nord-orientale del Sud America, sulle rive del quale, secondo la leggenda, si trovava Eldorado. |
| Monte Penglai                | Nella mitologia cinese, una favolosa isola incantata nel Mar Cinese. |
| Pohjola                      | Località che nella mitologia finlandese significa «Patria settentrionale», situata al centro della Terra di Kalev secondo il poema Kalevala. |
| Regno di Saguenay            | Da una storia irochese, si tratterebbe di un regno ricco di oro e pellicce nel Canada settentrionale, governato da un re biondo prima della colonizzazione francese. |
| Sambhala                     | Secondo la tradizione del buddismo tibetano, è un regno nascosto da qualche parte nell'Himalaya. Secondo la moderna teosofia, è la residenza sul piano etereo, corrispondente al deserto del Gobi, di una comunità di esseri superiori, detta Fratellanza bianca, governata dal supremo Sanat Kumara. È chiamata anche «Città di Enoch». |
| Sierra del Plata             | In spagnolo «Montagna d'Argento», è un luogo leggendario del Sud America ritenuto la provenienza dei tesori d'argento del Nuovo Mondo. Una miniera d'argento scoperta in seguito è stata il Cerro Rico a Potosí in Bolivia. |
| Sion                         | È spesso sinonimo di una Gerusalemme mitica e di 'Olam Ha-Ba, cioè l'aldilà nell'escatologia ebraica. |
| Sodoma e Gomorra             | Le due città menzionate nella Bibbia che Dio distrusse per la loro iniquità. |
| Svartálfaheimr               | La terra degli elfi oscuri (Døkkálfar) nella mitologia scandinava. |
| Tartaro                      | Il luogo delle anime dannate negli inferi secondo la mitologia greca. |
| Takama-ga-hara               | La residenza degli Dei Kami secondo la religione shintoista. |
| Terra Australis              | Un vasto continente dell'emisfero meridionale, ipotizzato tra i primi da Aristotele. |
| Themyscira                   | Capitale delle Amazzoni nella mitologia greca. |
| Terra dell'Estate            | Il concetto di aldilà (Summerland) secondo i teosofi, gli spiritisti, e alcune religioni neopagane. |
| Thule                        | Una mitica isola remota a nord della Scandinavia, delle Isole britanniche, ma anche dell'Islanda e della Groenlandia, citata per la prima volta dall'esploratore greco Pitea nel IV sec. a.C. |
| Tír na nÓg                   | Un oltremondo nella mitologia irlandese, dove si stanziarono i Túatha Dé Danann. |
| Tuonela                      | Il regno dei morti nel Kalevala. Secondo alcuni riferimenti sarebbe da identificare con Pohjola. |
| Vinland                      | La terra scoperta dal vichingo Leif Eriksson durante i suoi leggendari viaggi in Occidente. Presumibilmente situata da qualche parte sulla costa orientale del Nord America, corrisponderebbe al New Jersey, dove oggi c'è una piccola città chiamata Vineland.                                                                          |
| Valhalla                     | Nella mitologia norrena, è una maestosa e potente sala ad Asgard, dove regnava il dio Odino. Significa «Sala degli Eroi Defunti». |
| Xanadu                       | La capitale estiva del Gran Khan, il mongolo Kublai, la cui esistenza fu resa nota da Marco Polo, e da allora ritenuta un luogo fantastico. |
| Xibalba                      | Il mondo sotterraneo nella mitologia Maya. |
| Yomi                         | La terra dei morti secondo la mitologia shintoista, come si legge in Kojiki (una cronaca giapponese). |
| Ys                           | Una città costruita sotto il livello del mare in Bretagna, che si dice sia stata distrutta quando il Diavolo ne distrusse la barriera protettiva. Il suo re, Re Gradlon, trasferì quindi la sua sede a Quimper. |

## Età moderna

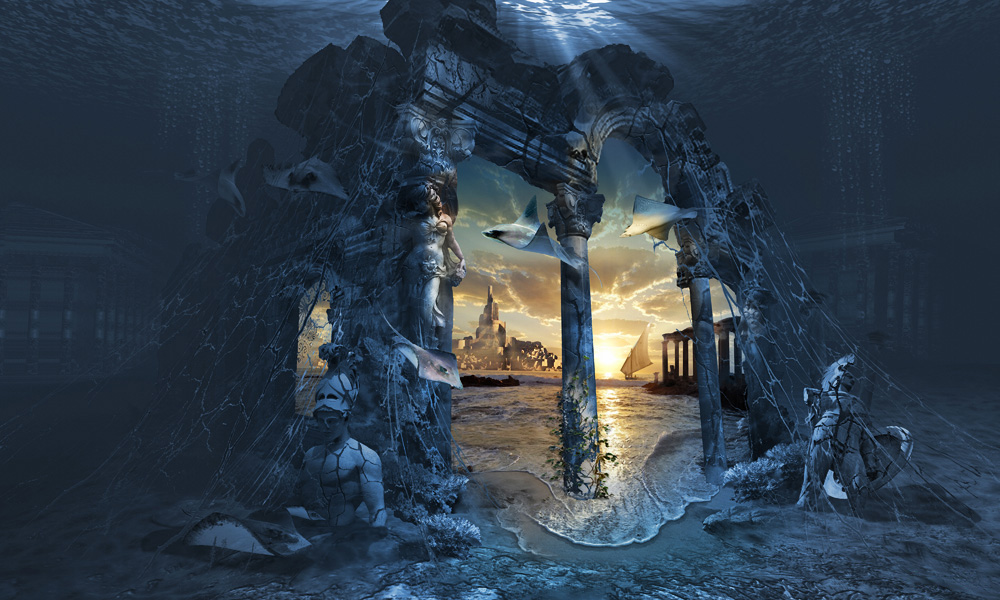
La città sommersa di Atlantide, in un dipinto rievocativo.

Il mito delle terre e dei continenti perduti è stato ripreso in età moderna a partire dall'Ottocento, in particolare dagli ambienti della teosofia e dell'antroposofia. Nate anche come teorie in ambito accademico e scientifico, esse intendevano descrivere l'evoluzione occulta dell'umanità attraverso lo sviluppo di diverse razze, dalle più semplici alle più complesse, vissute su territori poi scomparsi per la distruzione avvenuta generalmente in seguito a cataclismi spaventosi.
Quattro sarebbero i continenti che avrebbero preceduto l'epoca di sviluppo attuale, secondo una suddivisione in eoni basati sul concetto orientale di cicli cosmici.
Nella terminologia teosofica, vi sono complessivamente sette epoche terrestri chiamate ronde, ognuna divisa a sua volta in sette giri minori detti globi. Le prime quattro sono:
1. Isola sacra imperitura, dove oggi è il Polo Nord,[9] i cui abitanti non avevano ancora un corpo fisico, ma erano simili a ombre eteree;[10] è stata per certi versi assimilata all'Arktogäa, sede di una razza nordica.[11]
2. Iperborea, situata anch'essa nell'estremo nord del pianeta, era abitata da una razza di androgini che si riproducevano per gemmazione;[12]
3. Lemuria, che si estendeva tra l'oceano Indiano e il Pacifico,[9] era abitata da esseri ermafroditi che conobbero in seguito la suddivisione dei sessi,[10] prima di essere distrutta da esplosioni di fuoco;[9]
4. Atlantide, corrispondente all'attuale oceano Atlantico, era caratterizzata da un elevato sviluppo spirituale e tecnologico;[12] abitata dai Giganti, venne infine sommersa dalle acque.[9]

Altri miti dell'età moderna riguardano soprattutto Mu, un continente scomparso nell'oceano Pacifico la cui esistenza fu ipotizzata da esploratori come Augustus Le Plongeon, Charles Étienne Brasseur, James Churchward sulla base di antichi codici maya, e poi di fatto identificato con Lemuria.
Anche Thule, il cui significato, già associato da Virgilio a quello di «luogo estremo» o di confine, fu traslato nel corso dei secoli a indicare l'ultima terra conoscibile prima dell'ignoto, è tornata ad esercitare il suo fascino in epoca moderna, fino ad ispirare la formazione della Società Thule (Thule Gesellschaft) nel 1918 da parte di gruppi occulti tedeschi, che in essa vedevano la sede di una razza superiore.

### Invenzioni letterarie
Quello del mondo perduto è un tema ricorrente che ha stimolato anche le finzioni immaginarie della letteratura avventurosa, soprattutto tra fine Ottocento e inizio Novecento, ed è stato ripreso in seguito nel cinema.